# درب النوب
درب النوب قرية سوريّة تبعد 7 كيلومتراً شرقي نهر الفرات، 23 كيلومتراً غربي منطقة عين العرب تتألف من ثلاث قرى «درب النوب شمالي، درب النوب وسطاني، درب النوب شرقي» تتبع إداريّاً لمحافظة حلب منطقة عين العرب ناحية مركز شيوخ تحتاني، بلغ تعداد سكانها 745 نسمة حسب التعداد السكاني لعام 2004  قرية زراعية تزرع الكثير من المحاصيل الزراعية «القمح، الشعير، القطن، الشوندر، العدس، الكمون، الحمص، البندورة، الفلفل، الكوسا».